# T. Vogel-Jørgensen
 Torkild Vogel-Jørgensen (født 29. juni 1891 i Svendborg, død 4. oktober 1972 i Hellerup) var en dansk journalist og forfatter. T. Vogel-Jørgensen skrev otte kriminalromaner og flere biografier (om blandt andet Winston Churchill) og historiske værker. Vogel-Jørgensen er mest kendt for håndbogen Bevingede Ord fra 1940.

## Journalistisk og forfatterkarriere
T. Vogel-Jørgensen blev født i Svendborg i 1891 og blev som 18-årig ansat ved Svendborg Amtstidende. Efter et år kom han til dagbladet København og senere til Vort Land og Ekstra Bladet. Fra 1922 til sin død var han ved Det Berlingske Hus. Han var redaktionssekretær på Berlingske Tidende fra 1926 til 1933 og var Berlingskes korrespondent i Stockholm fra 1943 til 1945.
Vogel-Jørgensen var leder af Berlingske Forlag fra 1938 til 1950 og medredaktør af forlagets Illustreret dansk Konversations-Leksikon i 24 bind fra 1933.
Han debuterede i 1911 som romanforfatter med Hænderne. En ung Kvindes Historie og det blev til en række kriminal- og andre romaner.
Vogel-Jørgensen skrev også eller var redaktør af mange faglitterære værker og håndbøger. Bevingede Ord fra 1940 er blevet en klassiker. Den femte udgave fra 1963 indeholder omkring 12.000 talemåder, ordsprog, refræner med videre.

## Tillidsposter
Vogel-Jørgensen havde blandt andet følgende tillidsposter:
- Bestyrelsen for Dansk Journalistforbund (1915-1922) og redaktør af medlemsbladet.
- Næstformand i Dansk pressehistorisk selskab (1961-66)
- Bestyrelsen for Dansk pressemuseum
- Næstformand i Samfundet for dansk genealogi og Personalhistorie

Han blev udnævnt til ridder af Dannebrog i 1955.